# Onthophagus ovulum
Onthophagus ovulum är en skalbaggsart som beskrevs av Gerstaecker 1871. Onthophagus ovulum ingår i släktet Onthophagus och familjen bladhorningar. Inga underarter finns listade i Catalogue of Life.